# Алтинколь
Алтинко́ль (каз. Алтынкөл) — село у складі Жетисайського району Туркестанської області Казахстану. Входить до складу Кизилкумський сільського округу.
У радянські часи село було частиною села Отділення № 1 совхоза імені ХХ Партз'їзду, до 2021 року називалось — Первомайське.
Населення — 621 особа (2021; 664 у 2009, 519 у 1999, 400 у 1989).